# Campeonato Mundial de Tiro al Plato de 1989
El XXIII Campeonato Mundial de Tiro al Plato se celebró en Montecatini (Italia) en el año 1989 bajo la organización de la Federación Internacional de Tiro Deportivo (ISSF) y la Federación Italiana de Tiro Deportivo.

## Resultados

### Masculino
| Evento               | Oro                                  | Plata                         | Bronce                          |
| -------------------- | ------------------------------------ | ----------------------------- | ------------------------------- |
| Foso                 | Marco Venturini · Italia · 217 pts.  | João Rebelo Portugal 213 pts. | Albano Pera · Italia · 213 pts. |
| Foso (equipos)       | Italia · 425                         | Hungría · 422                 | Portugal 421                    |
| Doble foso           | Victorio Taiola · Italia · 84        | Marco Venturini · Italia · 80 | Parini Golfari · Italia · 79    |
| Doble foso (equipos) | Italia · 231                         | Australia 199                 | Kuwait 173                      |
| Skeet                | Claudio Giovannangelo · Italia · 222 | Bruno Rossetti · Italia · 222 | Vladimir Sokolov URSS 222       |
| Skeet (equipos)      | Italia · 440                         | URSS 436                      | Cuba · 433                      |

### Femenino
| Evento          | Oro                            | Plata                            | Bronce                           |
| --------------- | ------------------------------ | -------------------------------- | -------------------------------- |
| Foso            | Elena Shishirina URSS 205 pts. | Gema Usieto · España · 200 pts.  | Muriel Bernard Francia 197 pts.  |
| Foso (equipos)  | URSS 395                       | España · 391                     | China 367                        |
| Doble foso      | Roberta Morara · Italia · 57   | Roberta Pelosi · Italia · 56     | Anna Maria Bianchi · Italia · 55 |
| Skeet           | Zhang Shan China 214           | Antonella Parrini · Italia · 210 | Erzsébet Vasvári · Hungría · 210 |
| Skeet (equipos) | China 415                      | Estados Unidos 410               | Hungría · 403                    |

## Medallero
| Núm. | País           | Oro | Plata | Bronce | Total |
| ---- | -------------- | --- | ----- | ------ | ----- |
| 1    | Italia         | 7   | 4     | 3      | 14    |
| 2    | URSS           | 2   | 1     | 1      | 4     |
| 3    | China          | 2   | 0     | 1      | 3     |
| 4    | España         | 0   | 2     | 0      | 2     |
| 5    | Hungría        | 0   | 1     | 2      | 3     |
| 6    | Portugal       | 0   | 1     | 1      | 2     |
| 7    | Australia      | 0   | 1     | 0      | 1     |
|      | Estados Unidos | 0   | 1     | 0      | 1     |
| 9    | Cuba           | 0   | 0     | 1      | 1     |
|      | Francia        | 0   | 0     | 1      | 1     |
|      | Kuwait         | 0   | 0     | 1      | 1     |
|      | TOTAL          | 11  | 11    | 11     | 33    |